# Coppa del Re 2022-2023 (calcio a 5)
La Coppa del Re 2022-2023 è stata la 13ª edizione del torneo. La competizione si è giocata dal 7 settembre 2022 al 2 aprile 2023. Il torneo è stato vinto dal Barcellona, giunto all'ottavo successo nella manifestazione; Miguel Ángel Mellado, difensore del Cartagena, è stato eletto miglior giocatore del torneo.

## Formula
Alla competizione partecipano le società di Primera División, Segunda División, Segunda División B (a eccezione delle seconde squadre) nonché, per la prima volta, le migliori 24 squadre di Tercera División (il quarto livello del campionato spagnolo). L'aumento delle partecipanti si riflette sul numero dei turni preliminari, aumentati di un'unità. Le squadre della Segunda División entrano in gioco a partire dal terzo turno mentre quelle della Primera División nel turno successivo fatta eccezione per le teste di serie Barcellona e Palma che partono direttamente dagli ottavi di finale.

## Risultati

### Fase di qualificazione

#### Primo turno
Gli accoppiamenti del primo turno, vincolati dal criterio di viciniorità, sono stati definiti tramite sorteggio; gli incontri si sono disputati tra il 7 e il 10 settembre 2022.
| Squadra 1              | Risultato       | Squadra 2          |
| ---------------------- | --------------- | ------------------ |
| Nalda                  | 2 - 5           | Unión Arroyo       |
| Xove                   | 7 - 2           | O Esteo            |
| Villa de Vallecas      | 2 - 3           | Segosala           |
| Borja                  | n.d.            | Pinseque           |
| Laskorain              | 3 - 5           | Otxartabe          |
| Universidad de Navarra | 1 - 9           | San Juan           |
| Ciudad de Torrejón     | 6 - 6 (4-3 dtr) | Tres Cantos        |
| Imperial               | 2 - 6           | Pinatar            |
| Nueva Era Melilla      | 0 - 4           | Melistar           |
| Malacitano             | 2 - 1           | Coineña            |
| Niutin de Benijós      | n.d.            | CD Salesianos      |
| Malta 97               | 6 - 5           | El Doctoral        |
| Sporting Atlético      | 3 - 4           | Sima Granada       |
| Les Corts              | 1 - 2           | Barceloneta        |
| La Nucía               | 3 - 4           | Nueva Elda         |
| Salou                  | 3 - 2           | Manresa            |
| Arenas de Manzaneda    | 5 - 4           | La Folía           |
| Deporte y Ocio         | 8 - 4           | Granja             |
| Tierra Castellana      | n.d.            | Alarcos Salesianos |
| Urbanitzacions         | 1 - 0           | Mislata            |

#### Secondo turno
Gli accoppiamenti del secondo turno, vincolati dal criterio di viciniorità, sono stati definiti tramite sorteggio; gli incontri si sono disputati tra il 22 e il 28 settembre 2022.
| Squadra 1           | Risultato | Squadra 2      |
| ------------------- | --------- | -------------- |
| Salou               | 3 - 2     | Barceloneta    |
| Malta 97            | 1 - 7     | CD Salesianos  |
| Urbanitzacions      | 1 - 8     | Aliança Mataró |
| San Juan            | 2 - 4     | Pinseque       |
| Malacitano          | 2 - 3     | Melistar       |
| Móstoles            | 3 - 1     | Iberia Toscal  |
| Pinatar             | 2 - 5     | Nueva Elda     |
| Tierra Castellana   | 0 - 2     | Segosala       |
| Atlético Mengíbar   | 8 - 3     | Sima Granada   |
| Otxartabe           | 3 - 2     | Tafa           |
| Deporte y Ocio      | 4 - 2     | Talavera       |
| Ciudad de Torrejón  | 4 - 7     | Rivas          |
| Xove                | 3 - 2     | Guardo         |
| Arenas de Manzaneda | 3 - 7     | Unión Arroyo   |

#### Terzo turno
Gli accoppiamenti del terzo turno, vincolati dal criterio di viciniorità, sono stati definiti tramite sorteggio; gli incontri si sono disputati il 18 e il 19 ottobre 2022.
| Squadra 1         | Risultato       | Squadra 2           |
| ----------------- | --------------- | ------------------- |
| Segosala          | 3 - 6           | Atlético Benavente  |
| Pinseque          | 1 - 3           | S10 Saragozza       |
| Móstoles          | 2 - 1           | Leganés             |
| Salou             | 0 - 6           | Peñíscola           |
| Rivas             | 4 - 3           | El Valle            |
| Melistar          | 2 - 7           | UA Ceuta            |
| Unión Arroyo      | 2 - 6           | O Parrulo           |
| CD Salesianos     | 2 - 3           | Gáldar              |
| Aliança Mataró    | 4 - 4 (2-4 dtr) | Martorell           |
| Atlético Mengíbar | 1 - 1 (2-4 dtr) | El Ejido            |
| Otxartabe         | 3 - 9           | Colo Colo Saragozza |
| Deporte y Ocio    | 0 - 3           | Alzira              |
| Xove              | 0 - 7           | Burela              |
| Nueva Elda        | 4 - 1           | Bisontes Castellón  |

#### Quarto turno
Gli accoppiamenti del quarto turno sono stati definiti tramite sorteggio; gli incontri si sono disputati il 15 e il 16 novembre 2022.
| Squadra 1           | Risultato       | Squadra 2      |
| ------------------- | --------------- | -------------- |
| UA Ceuta            | 3 - 6           | Córdoba        |
| Colo Colo Saragozza | 4 - 6           | Ribera Navarra |
| Alzira              | 2 - 1           | Manzanares     |
| Atlético Benavente  | 2 - 4           | UMA Antequera  |
| Rivas               | 2 - 3           | SC García      |
| Móstoles            | 2 - 3           | Levante        |
| Burela              | 3 - 0           | Valdepeñas     |
| Martorell           | 2 - 5           | Noia           |
| El Ejido            | 2 - 5           | Inter          |
| Gáldar              | 2 - 4           | Xota           |
| S10 Saragozza       | 3 - 3 (4-2 dtr) | ElPozo Murcia  |
| Peñíscola           | 6 - 2           | Betis          |
| O Parrulo           | 2 - 5           | Jaén           |
| Nueva Elda          | 3 - 6           | Cartagena      |

### Fase principale

#### Ottavi di finale
Gli accoppiamenti degli ottavi di finale sono stati definiti tramite sorteggio; gli incontri si sono disputati il 24 e il 25 gennaio 2022.
| Squadra 1     | Risultato       | Squadra 2      |
| ------------- | --------------- | -------------- |
| Alzira        | 2 - 2 (2-3 dtr) | Cartagena      |
| Burela        | 3 - 4           | Palma          |
| Inter         | 7 - 6           | Ribera Navarra |
| S10 Saragozza | 5 - 7           | Barcellona     |
| Levante       | 0 - 3           | UMA Antequera  |
| Peñíscola     | 8 - 4           | Xota           |
| Córdoba       | 2 - 3           | Noia           |
| SC García     | 1 - 5           | Jaén           |

#### Quarti di finale
Gli accoppiamenti dei quarti di finale sono stati definiti tramite sorteggio; gli incontri  si sono disputati il 21 e il 22 febbraio 2023.
| Squadra 1  | Risultato | Squadra 2     |
| ---------- | --------- | ------------- |
| Palma      | 4 - 2     | Noia          |
| Barcellona | 7 - 2     | Jaén          |
| Peñíscola  | 4 - 0     | UMA Antequera |
| Inter      | 2 - 3     | Cartagena     |

### Fase finale
La fase finale si è svolta il 1º e il 2 aprile 2023 presso il Pabellón Fernando Argüelles di Antequera. Gli accoppiamenti delle semifinali sono stati definiti tramite sorteggio.

#### Semifinali
| Arbitri: | Aitor Felipe Madorrán David Urdanoz Apezteguia |

|                                             |                      |                                            |
| Juanqui 8’ Beltrán 10’ Plaza 16’ Molina 28’ | Marcatori            | 20’ Juanan 20’ Lucão 30’ Mínguez 40’ Motta |
| Plaza Aicardo Gauna Quintela Paniagua       | Tiri di rigore 4 – 5 | Waltinho Mínguez Motta Bebe Mellado        |

| Arbitri: | Pablo Delgado Sastre Alejandro Martínez Flores |

|                   |           |                                                             |
| Tayebi 21’ (rig.) | Marcatori | 15’ Ortiz 20’ Catela 30’ (t.l.), 40’ (t.l.) Ferrão 40’ Pito |

#### Finale
| Arbitri: | Juan José Cordero Gallardo Pedro Carrillo Arroyo |

|                                                     |           |                                          |
| Motta 29’ (t.l.) Pérez 33’ (aut.) Coelho 39’ (aut.) | Marcatori | 6’, 38’ (t.l.) Ferrão 20’ Dyego 43’ Pito |